# Шанъюй
Шанъю́й (кит. упр. 上虞, пиньинь Shàngyú) — район городского подчинения городского округа Шаосин провинции Чжэцзян (КНР).

## История
Уезд Шанъюй (上虞县) был создан ещё в 222 году до н.э., когда китайские земли были впервые объединены в централизованную империю. Во времена узурпатора Ван Мана он был в 9 году присоединён к уезду Куайцзи (会稽县), но после восстановления империи Хань был вновь выделен в отдельный уезд. В 129 году южная часть уезда Шанъюй была выделена в отдельный уезд Шинин (始宁县). Во времена империи Тан уезд Шинин был вновь присоединён к уезду Шанъюй.
После образования КНР в 1949 году был создан Специальный район Шаосин (绍兴专区), и уезд вошёл в его состав. В 1952 году Специальный район Шаосин был расформирован, и уезд перешёл в состав Специального района Нинбо (宁波专区). 
В 1964 году Специальный район Шаосин был создан вновь, и уезд опять вошёл в его состав. В 1973 году Специальный район Шаосин был переименован в Округ Шаосин (绍兴地区).
Постановлением Госсовета КНР от 27 июля 1983 года округ Шаосин был преобразован в городской округ.
В 1992 году уезд Шанъюй был преобразован в городской уезд.
В 2013 году городской уезд Шанъюй был преобразован в район городского подчинения.

## Административное деление
Район делится на 3 уличных комитета, 15 посёлков и 3 волости.